# Maziya S&RC
Der Maziya Sports and Recreation Club ist ein maledivischer Fußballklub mit Sitz in Malé, der Hauptstadt des Landes. Der Klub wurde im Jahr 1996 gegründet und stieg 2006 erstmals in die höchste Liga des Landes auf.

## Geschichte

### Anfänge
Der Klub wurde im Jahr 1996 gegründet. Über die ersten Jahre sind keine Tabellenstände bekannt. Erstmals auftauchen tut der Klub in der Saison 1998, als er das Finale der Second Division mit 4:0 gewinnen konnte. Scheinbar gab es danach aber keinen Aufstieg. In der Folgesaison durfte Klub beim Cup Winners Cup teilnehmen. Mit lediglich drei Punkten aus vier Spielen belegte die Mannschaft hier aber unter den fünf teilnehmen Teams den letzten Platz. In den Play-offs der Second Division gab es diesmal aber bereits im Halbfinale eine 0:2-Niederlage. Das einzige Ergebnis aus der Spielzeit 2000 ist vom FA Cup überliefert, hier setzte es jedoch bereits in der Vorrunde eine 7:0-Niederlage bei New Radiant. In der Saison 2001 stieg die Mannschaft im Viertelfinale des FA Cups ein, hier unterlag man Valencia mit 2:1. Die Folgesaison endete im Pokal erneut im Viertelfinale an Valencia. In der Second Division der Malé League, gelang es in der Gruppe 2 mit sechs Punkten aus vier Spielen sich auf dem dritten Platz zu positionieren, was jedoch nicht für das Halbfinale qualifizieren sollte. Aus der Saison 2003 lassen sich keine Ergebnisse von dem Klub finden. Im FA Cup der Saison 2004 erreichte die Mannschaft ein weiteres Mal nur das Viertelfinale, diesmal schied der Klub nach einer 3:0-Niederlage bei IFC aus.

### Aufstieg in die erste Liga
In den darauffolgenden Jahren ging es dann auch nicht weiter als bis ins Viertelfinale. Zur Saison 2006, spielte die Mannschaft erstmals in der höchsten Liga des Landes, der Dhivehi League. Über den sechsten Platz und fünfte am Ende der ersten Saison qualifizierte sich das Team für die Second Stage. Dort gelangen dann aber nur noch neun Punkte aus zwölf Spielen, womit es nicht mehr für die Meisterschafts-Play-offs reichte. Als erster der Malé League, gelang auch 2007 der Einzug in die Dhivehi League. Aber auch hier war über den letzten Platz nach der Second Stage schon wieder Schluss. Erstmals in der Saison 2009 gelang dann der Einzug in die Play-offs zur National Championship. Dort scheiterte die Mannschaft erst im Halbfinale mit 5:2 beim VB Sports Club.

### Erster Titel und internationale Auftritte
Die Saison 2012 brachte schließlich den ersten Titel des Klubs hervor. Im Finale des FA Cup gelang ein 1:2-Sieg über den Club Eagles um den Pokal zu gewinnen. Ein weiteres Mal gelang danach noch 2014 der Gewinn des FA Cup. Damit qualifizierte sich der Klub für die Ostasien Play-Offs in der Qualifikationsphase des AFC Cup 2015. Dort traf die Mannschaft auf den Ceres FC aus den Philippinen. Mit einem 1:0-Sieg zog der Klub hier in die Gruppenphase ein. In der Gruppe E gelangen am Ende jedoch nur sieben Punkte, womit es nur für den dritten Platz reichte, der nicht für die nächste Runde qualifizierte. Als President’s Cup Gewinner in der Saison 2015 kam es danach direkt zur weiteren Teilnahme am AFC Cup 2016. Diesmal befand sich der Klub in Gruppe G schloss mit fünf Punkten diesmal aber sogar noch schlechter ab als beim ersten Auftritt im Wettbewerb. Als Meister der Dhivehi Premier League, der mittlerweile neu reformierten ersten Spielklasse im Jahr 2016, gelang zum dritten Mal in Folge die Teilnahme am AFC Cup. In der 2017er Ausgabe des Wettbewerbs ging es in die Gruppe E, hier absolvierte die Mannschaft ihr bisher bestes Vorrundenergebnis und landete mit zwölf Punkten auf dem zweiten Platz der Gruppe. Dieses reichte nur nicht für den ersten Platz, weil der punktgleiche indische Bengaluru FC im direkten Vergleich beide Spiele gegen den Klub gewinnen konnte. Durch die nationale Meisterschaft nahm der Klub noch am Entscheidungsspiel um den FA Charity Shield teil, welcher ebenfalls gewonnen werden konnte.

### Heutige Zeit
Danach folgte erstmals seit einigen Jahren kein weiterer Titel. Erst in der Saison 2019/20 gelang wieder die Meisterschaft in der Premier League. Dem folgte dann wiederum die Teilnahme am AFC Cup 2020, hier stieg die Mannschaft in die zweite Qualifikationsrunde ein und traf auch den Vertreter aus Bangladesch, den Klub Abahani Ltd. Dhaka. Dank der Auswärtstorregel konnte sich die Mannschaft nach Hin- und Rückspiel mit 2:2 durchsetzen. In der dritten Runde war nach beiden Spielen, bei denen es nach der Verlängerung am Ende zusammen 4:4 stand ein Elfmeterschießen nötig. Dies entschied der Klub mit 4:3 ebenfalls für sich und durfte somit ein weiteres Mal in der Gruppenphase antreten. Dort konnte der Klub jedoch mit einem 2:2 gegen Chennai City nur ein Punkt eingefahren werden. Danach wurde der Wettbewerb bedingt durch die COVID-19-Pandemie erst einmal unterbrochen und schließlich komplett abgebrochen.

## Erfolge
- Meister der Dhivehi Premier League: 5
  - 2016, 2019/20, 2020/21, 2022, 2023
- FA Cup Gewinner: 2
  - 2012 und 2014
- FA Charity Shield Gewinner: 1
  - 2017
- President’s Cup Gewinner: 1
  - 2015
- Meister der  Malé League: 1
  - 2017

## Bekannte Spieler
- Riste Naumov (* 1981)
- Ali Ashfaq (* 1985)
- Cornelius Stewart (* 1989)
- Ovays Azizi (* 1992)